# Lekvar

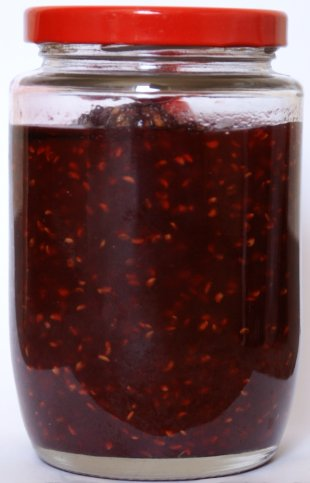
Lekvár di lampone

Il Lekvár è una confettura densa o un burro di frutta. È solido, talvolta una confettura grezza di sola frutta matura e le sue origini sono dell'Europa centro-orientale.
Il Lekvár viene solitamente realizzato con frutta come albicocche, pesche, fragole, prugne, susine, lamponi, ciliegie o amarene, tranne le mele, e meno di frequente, possono anche essere utilizzate noci verdi intere, fichi o uva moscata.
Il Lekvár è utilizzato come farcitura per i pancake Palatschinke, per dolci come i Buchteln, i kifli, o lo strudel e per altri tipi di pane con lievito dolce, biscotti, pierogi, da spalmare su un toast o sui biscotti, e nelle salse alla frutta.

## Preparazione
Per preparare la frutta si rimuovono semi e noccioli, quindi le mele vengono lasciate senza torsolo mentre le ciliegie, le prugne e le albicocche vengono snocciolate. Le bucce dei chicchi d'uva vengono separate dalla polpa, che viene cotta finché non diventa liquida, e successivamente passata per togliere i semi. La polpa e le bucce vengono mescolate e cotte ancora per un po' di tempo.
Il burro di frutta viene preparato cuocendo la frutta, bucce comprese, in acqua finché non diventa morbido. Si mantengono le bucce per aumentarne il sapore, la consistenza e il colore. Una volta che la frutta è morbida può essere aggiunto dello zucchero a discrezione. Quello di prugne e albicocca, in genere, non richiede zucchero in aggiunta. Il burro di frutta è poi cotto lentamente, aggiungendo acqua perché non si bruci, sino a che non sia macerato e addensato fino al punto desiderato. Il lekvár è conservato in barattoli sigillati.

## Etimologia
Dall'ungherese lekvár, marmellata, dallo slovacco lekvár, dal ceco lektvar, che significa elettuario, dall'alto tedesco medio lactwarje, latwarge, dall'antico francese leituaire, dal latino volgare alactuarium.
Il primo uso del termine lekvar è stato osservato da prima del 1350, utilizzato da medici che se ne avvalevano come sciroppo o pasta medicinale per nascondere il sapore della medicina.

## Cultura
In Ungheria, una buona economia domestica prevede lekvár fatto in casa in autunno, quando gran parte dei tipi di frutta si è maturata. In Polonia il lekvar è un cibo regionale preparato nella valle inferiore del fiume Vistola. Alcuni villaggi organizzano sagre paesane, durante le quali si cuoce il lekvar in calderoni di rame.